# Marcella Valente
Marcella Valente (Curitiba, 5 de novembro de 1984) é uma atriz brasileira.

## Biografia
Marcella Valente, filha da cantora Maritza Fabiani, fez seu primeiro trabalho na televisão ainda muito jovem. Em 1994, com apenas nove anos, participou da Escolinha do Professor Raimundo Mirim, na Rede Globo, como Dona Teresinha.
Fez aulas de dança, como jazz e ballet, e aos 15 anos, de volta à Curitiba, participou de dois grupos de street dance. Voltando ao Rio de Janeiro, entrou para o Tablado, e ingressou na UniverCidade, no curso de Artes Dramáticas.
Sua volta a televisão foi em 2006, como a revoltada Cris na telenovela Belíssima. Em 2006 fez uma participação especial em Malhação, e logo após conseguiu o papel de Joyce, de grande importância, na novela Eterna Magia. Em 2008, Marcella atuou na telenovela da Rede Globo, Beleza Pura, do horário das sete, interpretando Bia. Em 2009, ela interpretou Susana na telenovela Cama de Gato, do horário das seis horas da Rede Globo. Em 2010 interpretou Francesca, uma prostituta italiana, na novela das 21 horas Passione, no qual a atriz se destacou. Em 2012 foi convidada para integrar o elenco de Avenida Brasil, mas sua personagem se tornou apenas uma participação na novela. Em 2013 foi chamada pra interpretar Júlia, na telenovela Além do Horizonte, sendo sua maior personagem. Em 2015 fez uma breve participação em Malhação, e em 2016, interpreta Larissa em Haja Coração, novela substituta de Totalmente Demais.

## Filmografia

### Na televisão
- 1994 - Escolinha do Professor Raimundo - Dona Teresinha
- 2006 - Belíssima - Cristina Moura (Cris)
- 2006 - Malhação - Camila (participação especial)
- 2007 - Eterna Magia - Joyce
- 2008 - Beleza Pura - Bia
- 2008 - Ciranda de Pedra - Hortência
- 2009 - Cama de Gato - Suzana
- 2010 - Passione - Francesca
- 2012 - Avenida Brasil  - Renata (Participação Especial)
- 2013 - Além do Horizonte - Júlia Andrade[2]
- 2015 - Malhação - Carmem[3]
- 2016 - Haja Coração - Larissa dos Santos Menezes Cursino Aguiar